# Thunder de Las Vegas
Le Thunder de Las Vegas était une équipe indépendante de hockey sur glace de la Ligue internationale de hockey. L'équipe était basée à Las Vegas dans le Nevada et a commencé à jouer lors de la saison 1993-1994 mais est dissoute en avril 1999. La meilleure saison de l'équipe fut la saison 1995-1996 avec un titre de championnat à la clé mais une défaite en finale de conférence des séries éliminatoires.
L'équipe était associée aux Coyotes de Phoenix de la Ligue nationale de hockey, à deux équipes de la East Coast Hockey League : les Cherokees de Knoxville et les Sea Wolves du Mississippi ainsi qu'au club de la Superliga Russe : Lokomotiv Iaroslavl.

## Palmarès
- Titres de saisons régulière : 2
- Titres de division : 2

## Saison après saison
Note: PJ : parties jouées, V : victoires, D : défaites, DP : défaites après prolongation, Pts : Points, BP : buts pour, BC : buts contre, Pun : minutes de pénalité
| Saison    | PJ | V  | D  | DP | Pts | BP  | BC  | Pun  | Classement     | Séries éliminatoires                     |
| --------- | -- | -- | -- | -- | --- | --- | --- | ---- | -------------- | ---------------------------------------- |
| 1993-1994 | 81 | 52 | 18 | 11 | 115 | 319 | 282 | 2511 | 1er, Pacific   | Défaite en demi-finale de conférence     |
| 1994-1995 | 81 | 46 | 30 | 5  | 97  | 328 | 278 | 2517 | 2d, Sud Ouest  | Défaite en demi-finale de conférence     |
| 1995-1996 | 82 | 57 | 17 | 8  | 122 | 380 | 249 | 2590 | 1er, Sud Ouest | Défaite en finale de conférence          |
| 1996-1997 | 82 | 41 | 34 | 7  | 89  | 287 | 299 | 2296 | 4e, Sud Ouest  | Défaite en quart de finale de conférence |
| 1997-1998 | 82 | 33 | 39 | 10 | 76  | 260 | 305 | 2210 | 4e, Sud Ouest  | Défaite en quart de finale de conférence |
| 1998-1999 | 82 | 35 | 39 | 8  | 78  | 247 | 307 | 2597 | 4e, Sud Ouest  | Non qualifiés                            |

## Entraîneurs
- Butch Goring 1993-1994
- Chris McSorley 1995-1998
- Clint Malarchuk 1998-1999